# 1203 Nanna
Nanna (asteróide 1203) é um asteróide da cintura principal com um diâmetro de 35,18 quilómetros, a 2,1616091 UA. Possui uma excentricidade de 0,2501369 e um período orbital de 1 787,67 dias (4,9 anos).
Nanna tem uma velocidade orbital média de 17,542649 km/s e uma inclinação de 5,96742º.
Esse asteróide foi descoberto em 5 de Outubro de 1931 por Max Wolf.